# Dybos Gesetz

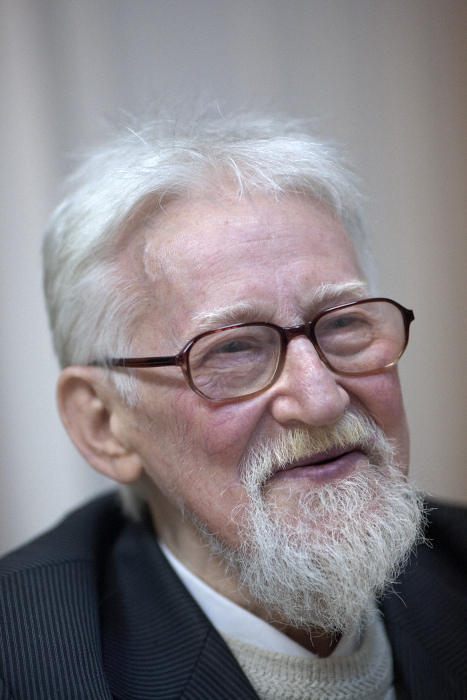
Wladimir Antonowitsch Dybo auf dem Treffen zu seinem 80. Geburtstag (Moskau, 2011).

Als Dybos Gesetz bezeichnet man in der historischen Sprachwissenschaft die Kürzung eines Langvokals unmittelbar vor l oder r, wenn die Folgesilbe den Akzent trägt. Das nach seinem Entdecker Wladimir Antonowitsch Dybo benannte Lautgesetz ist in den italischen, keltischen, germanischen und slawischen Sprachen wirksam; ausschlaggebend sind dabei die Betonungsregeln des Urindogermanischen. Betroffen sind auch solche Vokale, die erst in Folge des Schwundes eines sogenannten Laryngals gelängt wurden, dagegen nicht solche, die durch Vokalisierung eines auf einen silbischen Resonanten folgenden Laryngals entstanden sind (z. B. lat. clārus ‚laut, weithin schallend, hell‘ < *klāros < *ḱl̥h₁-ró-).
Beispiel: ahd. wer ‚Mann, Mensch‘, air. fer, lat. vir [wir], umbr. ueiro [u̯erɒ]  < *wīrós < uridg. *uiH-ró-s > aind. vīráḥ ‚Mann, Held‘, av. vīra- ‚ds.‘, lit. výras ‚Mann‘.
Mögliche Gegenbeispiele sind etwa lat. fūlīgō ‚Ruß‘, das wie aind. dhūlikā ‚Nebel‘ als Gutturalerweiterung zu idg. *dʰuh₂-li- (vgl. aind. dhūlī́- ‚Rauch‘, lit. dū́lis ‚Räuchermasse zum Forttreiben der Bienen‘) gilt oder lat. pūrus ‚rein, lauter‘ bzw. air. úr ‚frisch‘, das als *ph₂ú-ro- interpretiert wird (IEW, S. 827; EDL, S. 500 f.).